# Magic 2010
Magic 2010 lub Magic: The Gathering 2010 Core Set – jedenasta w historii edycja główna kolekcjonerskiej gry karcianej - Magic: the Gathering. Imprezy przedpremierowe odbyły się 11 lipca, uczestnicy  otrzymywali specjalnie na tę okazję przygotowane, foliowane karty promocyjne Vampire Nocturnus z alternatywnym rysunkiem. Premiera miała miejsce 17 lipca 2009 roku, uczestnicy specjalnie na tę okazję przygotowane, foliowane karty promocyjne Ant Queen z alternatywnym rysunkiem.

## Szczegóły edycji
Magic 2010 jest pierwszą edycją podstawową (ang. Core Set) od 1993 roku (Bety), zawierającą nowe, wcześniej niedrukowane karty (około 50%). Jest to też pierwsza Edycja Podstawowa, która zawiera karty typu Planeswalker (pl. Wędrujący). W przeciwieństwie do poprzedniej edycji głównej (Tenth) nie wydrukowano w niej kart legendarnych (ang. Legend). Edycja ta wprowadza szereg zmian zarówno w nazewnictwie oraz zasadach gry, jak i w sposobie dystrybucji i projektowania głównych edycji. Niektóre z nich mają jedynie charakter kosmetyczny i polegają na zmianie określonych nazw, inne zmieniają stare zasady lub wprowadzają nowe. 

### Zmiany w nazewnictwie
- Strefa Removed from game (pl. kart usuniętych poza grę) została zmieniona na Exile (pl. wygnane).
- Strefa In play (pl. w grze) została zmieniona na Battlefield (pl. pole bitwy).
- Podczas zagrywania czaru używano słowa Play (pl. zagranie), dla ułatwienia zmieniono na Cast, (pl. rzucenie) w ten sam sposób używanie zdolności kart otrzymało nazwę activate (pl. aktywowanie).

### Zmiany w zasadach
- Zasada Mana Burn (pl. Obrażeń od Many) zostaje zniesiona. Niewykorzystana mana w puli znika z końcem każdej fazy nie powodując strat w życiu. Jest to pierwsza tak duża ingerencja w mechanikę gry od 1993 roku kiedy to wprowadzono 6th Edition.
- Obrażenia zadawane przez stwory w fazie walki nie używają dłużej stosu.
- Początek końcowego kroku - "Krok końca tury" nazywa się teraz "krok końcowy", zaś fraza "pod koniec tury" została przemianowana na "na początku końcowego kroku".
- Zmieniono działanie zdolności Lifelink oraz Deathtouch.
- Wprowadzono zasadę jednoczesnego mulliganu.

### Zmiany w projektowaniu i dystrybucji
- Edycje główne będą zawierały nowe, niedrukowane wcześniej karty. Wcześniejsze edycje zawierały jedynie przedruki kart.
- Nowa edycja główna wydawana będzie co rok.
- Rotacja głównych edycji została przesunięta do momentu wydania nowego bloku.
- Wprowadzono nową klasę występowania kart - Mythic Rare (pl. Mitycznie Rzadka).

## Talie wprowadzające
- We Are Legion (Biało/Czerwona)
- Presence of Mind (Niebiesko/Czarna)
- Death's Minions (Czarno/Zielona)
- Firebomber (Niebiesko/Czerwona)
- Nature's Fury (Biało/Zielona)